# پائز (بویاکا)
پائز (انگلیسی: Páez, Boyacá) نام یک منطقه مسکونی در کلمبیا است.